# エアロゾル

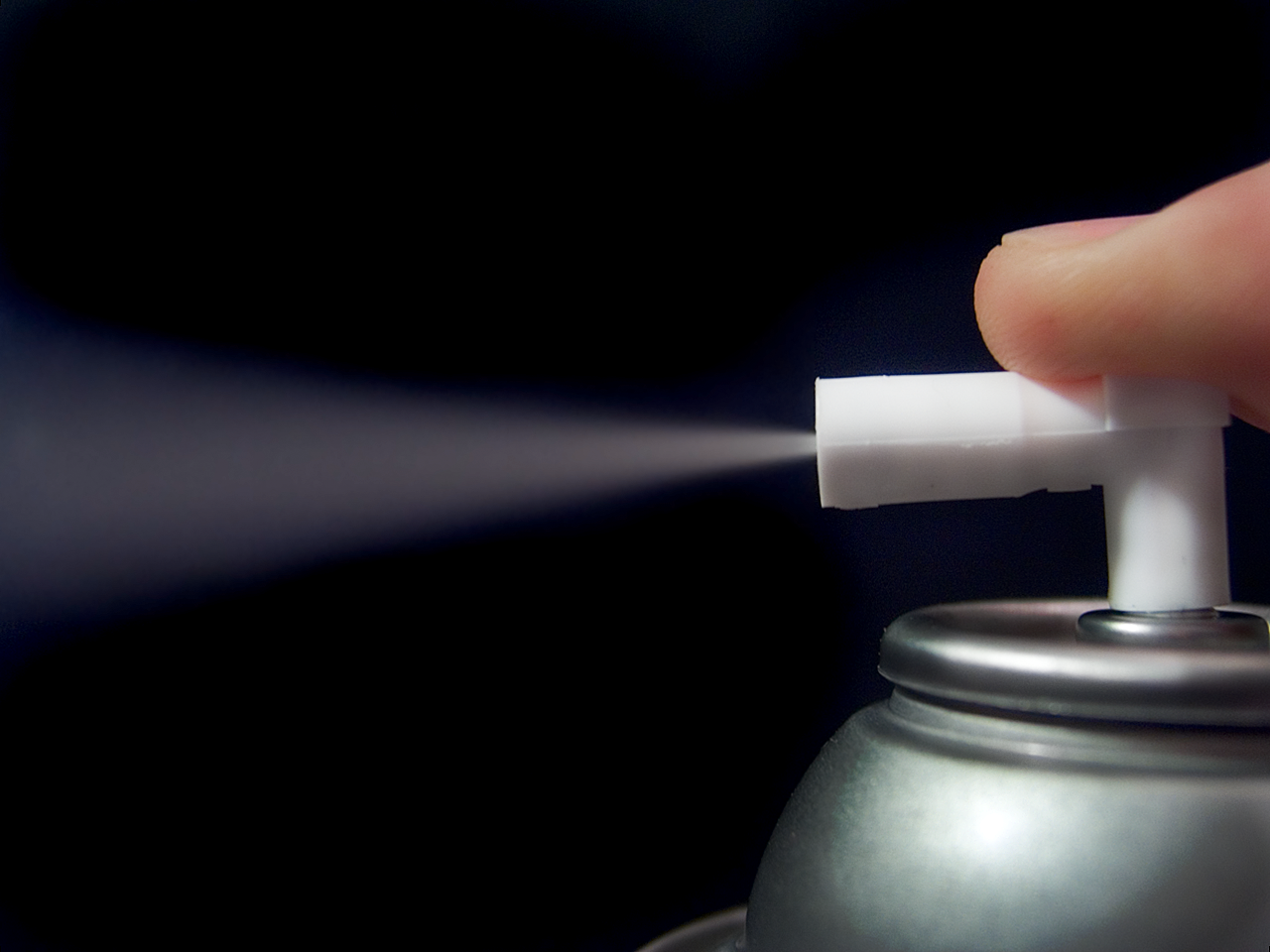
スプレーによる霧

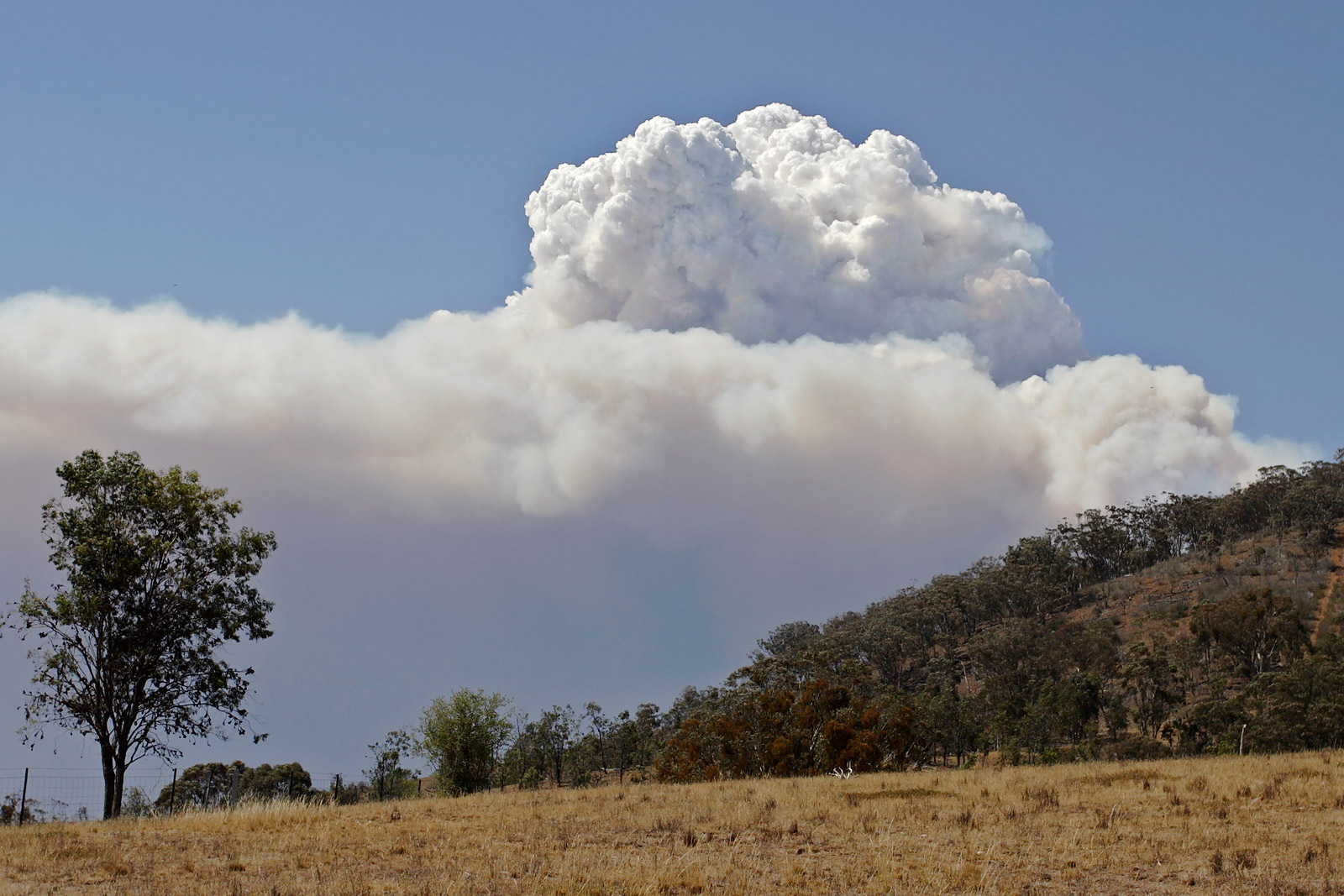
山火事による煙

- エアロゾル
- エーロゾル

エアロゾル（英: aerosol [ˈɛərəˌsɔl]、独: Aerosol [aeʁoˈzoːl]）とは、化学上は、分散相が固体または液体またはその両方であり、連続相が気体（通常は空気）であるゾルであると定義されている。一方、化学品の分類および表示に関する世界調和システムGHSでは、Aerosols（エアゾールと表記される）の定義はエアゾール噴霧器（中身を含めていう）のことである。 この記事では化学上のエアロゾルを扱う。
分散媒が気体の分散系、つまり、気体の中に微粒子が多数浮かんだ物質である。気中分散粒子系、煙霧体ともいう。エアロゾル中の微粒子（あるいはエアロゾルの別名）を煙霧質（えんむしつ）または気膠質という。なお俗に、微粒子のことをエアロゾルと呼ぶことがあるが間違いである。
ゾルとは分散媒が液体のコロイドのことであり、エアロゾルはそれにエアロ（空気）を付けた言葉である。ただし、分散媒は空気に限らずさまざまな気体があり、たとえばスプレーによるエアロゾルの分散媒はプロパンなどである。また、コロイド（粒子が約100nm以下）に限らず、より大きい粒子のものもある。
微粒子のサイズは、10nm程度から1mm程度までさまざまである。ある程度大きなもの（定義はさまざまだが、1µm～、0.2～10µm など）を塵埃（じんあい）という。

## 歴史
地球創世から今日に至るまで、大気中にはさまざまな粒子状物質が存在してきており、これらは自然現象や生命の営みの中で重要な役割を果たしてきたと考えられる。人類が火を使うようになってから、特に産業革命以後は、生産、労働、生活環境の粉塵や煙に関する人工的な粒子状物質が我々の関心を引くようになった。
エアロゾルという用語を作り出したのはアイルランドの物理学者・フレデリック・ドナンであるとされる。1900年代におけるイギリス･ロンドンにおける都市大気汚染を背景として、エアロゾルという言葉は使われていた。1940年～1970年に気温が下がったのは硫酸塩エアロゾル（硫黄酸化物）の増加によると考えられている。
学術文献に初めてエアロゾルという用語が登場するのはWhytlaw-Grayら (1923)による「Aerosol is a system of particles of ultra-microscopic size dispersed in a gas, suggested by Prof. Donnan」といわれる。
エアロゾルの実際的研究は、ヨーロッパにおける大気汚染対策や労働衛生管理に始まった。一方、気体中の粒子は、物理学あるいはコロイド学の分野の課題として古くから研究者の興味を引いてきた。エアロゾル学は、19世紀から20世紀初頭にかけての古典的な学術の発展にその基礎を置いている。たとえば
- ジョン・ティンダルによるチンダル現象は、エアロゾルの簡易測定法として広く用いられた。
- ケルヴィンによるケルヴィン効果は、粒子核生成や液滴の蒸発現象を説明する基礎である。
- マクスウェルによるエネルギー等分配の法則は、分散系の状態を記述するのに必須の概念。
- J. Aitkenは1985年に断熱凝縮法によって大気中の微小粒子を測定し、今日、エイトケン粒子としてその名を残している。
- アインシュタインのブラウン運動は、微小エアロゾル粒子のランダム運動を説明する。
- ミーの光散乱に関する厳密解により、粒子の光散乱現象の理解と応用は大きな発展を遂げた。
- スモルコフスキー(Marian Smoluchowski)の凝集理論は、エアロゾル動力学の基礎のみならず分散系の工学的利用に寄与した。
- ミリカンの油滴実験は、その後のエアロゾル実験手法の発展の契機となった。

第二次世界大戦終結後、1950～1960年代のエアロゾル研究は、原子力利用と新たな大気汚染・労働衛生問題にかかわるものが多い。特に国際放射線防護委員会によるLung dynamics modelは有害エアロゾル粒子の定量的評価のうえで大きな成果であった。
世界的な工業の発展と大量のエネルギー消費は新たな大気汚染問題を引き起こし、エアロゾル学の中でも、ガスの粒子転換・二次的生成汚染物の制御が重要課題となった。アメリカ・ロサンゼルスにおける光化学スモッグを対象とする研究プロジェクトは、大気エアロゾルのキャラクタリゼーション、発生源推定手法の開発など大きな成果をもたらした。
1980年代以降においては、電子機械、光学器械、原子力、宇宙、製薬、医療、生物工学の分野で、超清浄空間（クリーンルーム）技術の開発とそれに関連するエアロゾルの高度な測定・制御技術が重要になっている。
気象分野では、各種の塵象、雲の凝結核、太陽光放射、火山爆発などに関連し、もともと重要な研究対象であった。今日では、地球温暖化やオゾン層破壊など、地球規模の大気環境問題でも重要な役割が認識されている。

## 分類
微粒子（分散質）には、液体と固体がある（気体は混ざってしまうのでありえない）。厳密な用語ではないが、液体のエアロゾルを霧やミスト、固体のエアロゾルを煙や粉塵と言う。ただし、タバコの煙など、刺激性の液体のエアロゾルは煙と認識される。

### 発生過程やその性状に着目した分類
粉塵 (dust)
固体がその化学的組成を変えずに、主に物理的破砕過程で粒子状になり空気中に分散したもの。形、大きさともに不均一で、大きさは1µm以上のものが多い。
フューム (fume)
固体が蒸発し、これが凝縮して粒子となったもの。金属の加熱溶融、などの場合に生じる。物理的作用に加えて化学的変化があり、空気中では多くの場合酸化物となっている。球状か結晶状であり、粒径は小さく1µm以下のものが多い。
煙 (smoke)
燃焼に際して生じるいわゆる「けむり」。一般に有機物の不完全燃焼物、灰分、水分などを含む有色性の粒子で、一つ一つの粒子は小さく球形に近いが、これらがフロック状をなすものが多い。
ミスト (mist)
一般には微小な液滴粒子の総称。液体の蒸発凝縮、液面の破砕や噴霧などによる分散などで生じる。形状は球形であるが、大きさは生成過程によってかなり幅がある。

### 気象学の分類
地表付近の気象、塵象として、主としてその視程、色などから次のように分類される。
霧 (fog)
ごく小さな水滴が大気中に浮かんでいる状態。水平視程が1km未満のもの。
もや (mist)
霧と同様であるが、水平視程が1km以上のもの。
煙霧 (haze)
（ヘイズ (気象)も参照））乾いた粒子が大気中に浮かんでいる状態。黒っぽい背景では青紫色がかり、明るい背景では黄褐色に見える。同様の現象であっても汚染源が明らかな場合は煙とし、そうでない場合を煙霧とすることがある。

### 大気汚染物
スモッグ (smog)
smokeとfogからなる合成語であるが、明確な定義はなく、ばい煙で汚れた霧というくらいの意味である。
ばい煙
硫黄酸化物及びその他の有害物質。
粉塵
物の破砕、選別その他の機械的処理または堆積にともない発生、飛散する物質。気体中に浮遊しているものは浮遊粉塵という。
浮遊粒子状物質
大気中に浮遊する粒子状物質であって、粒径が10µm以下のもの。
二次（生成）粒子
大気中のガス状物質が光化学反応などによって粒子状物質に転換したもの。これに対して、粒子状物質として大気中に放出されたものを一次粒子ということがある。

### 気中生物学
地表付近の大気中には生物系粒子もエアロゾルとして存在する。
- 花粉
- 胞子

## 物理的性質
ハイドロゾル（分散媒が液体のゾル）と比較して、エアロゾルでは粒子の動きがきわめて活発であり、物理的にはその性状は不安定である。

## 人体への影響
エアロゾル粒子は呼吸器官から人体に吸入され、その性状と沈着部位に応じて体内に摂取され、あるいは体外に排出される。
有害作用としての人体へのエアロゾル粒子の影響は以下のように考えられている。
- 難溶性粒子は、呼吸器に沈着し、直接的な呼吸機能の低下、あるいは呼吸器壁における異常組織の発生から肺胞、気道の閉塞にいたるような、いわゆる塵肺の類を引き起こす。
- 可溶性粒子では、呼吸器壁から直接、あるいは嚥下されたあと消化器官を通じて体内に摂取され、親和性のある臓器に取り込まれ、その組織を破壊したり機能低下をもたらす。

これらのような障害を防止するために、日本では大気汚染防止法、建築物環境衛生管理基準などにより種々の基準が設けられている。

## 有用エアロゾル
- エアロゾル医薬
- 超微小粒子、ナノ粒子

## 呼称に関する誤解
エアロゾルという概念がメディアに登場してきた当初、一部のメディアではエアロゾルをアエロゾル（aeroのローマ字読み）と誤って紹介していたことがある（ただしドイツ語やフランス語では「アエロゾル」に近い読み方をするので概ね正しい）。また、英語ではエアロソル(air-uh-sol または-sawl)に近い発音となるため、"エアロゾル"というカタカナ表記に違和感を覚えるという意見も存在する。

## エーロゾル
エーロゾルとエアロゾルは同義異語。「エーロゾル」表記は気象関連分野では比較的広く使われてきており、気象庁はエーロゾルとしているが、理工系、医療・保健・衛生分野、農業・畜産分野などは「エアロゾル」と表記することが多い。
「エアロゾル」を学会の名称に使っているのは、日本エアロゾル学会で、この学会は書籍「エアロゾル用語集」を2004年に刊行している。